# Annone Veneto
Annone Veneto (friülès Danon, vènet Anon) és un municipi italià, dins de la ciutat metropolitana de Venècia, però que històricament forma part del Friül, encara que s'hi parla vènet. L'any 2007 tenia 3.843 habitants. Limita amb els municipis de Meduna di Livenza (TV), Motta di Livenza (TV), Portogruaro, Pramaggiore, Pravisdomini (PN) i San Stino di Livenza.

## Administració
| Període | Identitat     | Partit         |
| ------- | ------------- | -------------- |
| 2008-   | Paolo Ruzzene | centreesquerra |